# Ławeczka Marka Perepeczki w Częstochowie
Ławeczka Marka Perepeczki w Częstochowie – pomnik aktora Marka Perepeczki, odsłonięty 31 października 2014 w Częstochowie. Pomnik znajduje się przy alei Najświętszej Maryi Panny, w pobliżu Muzeum Pielgrzymowania, naprzeciw ławeczki Haliny Poświatowskiej.
Jej autorem jest rzeźbiarz Wojciech Pondel. Wykonana z brązu rzeźba pomnikowa, przedstawia postać aktora, siedzącego na ławce parkowej. Obok niego umieszczono tablicę informacyjną.
Odsłonięcia ławeczki dokonali żona Marka Perepeczki, Agnieszka Fitkau-Perepeczko, Andrzej Kalinin i prezydent miasta Krzysztof Matyjaszczyk.